# Areteu
Areteu anomenat sovint el capadoci (en llatí Aretaeus, en grec antic Αρεται̂ος Καππάδοξ) va ser un metge grec, un dels més famosos de tots els metges grecs antics, però no es coneix cap detall de la seva vida.
Probablement va viure al segle i durant els regnats de Neró i Vespasià. Va escriure en grec jònic un tractat general sobre malalties que encara existeix, on descrivia molt acuradament els símptomes. El seu sistema per combatre les malalties era força intel·ligent i més enèrgic que el dels metòdics. En la seva pràctica seguia el mestratge d'Hipòcrates, però prestava poca atenció al que s'anomenaven "les accions naturals del sistema" i contràriament al seu inspirador, no dubtava en contrarestar-les quan li semblaven perjudicials.
Del que es dedueix dels seus tractaments, feia servir purgues, narcòtics, sagnies i elements externs. És considerat per alguns un membre de la secta dels Pneumàtics, propera a l'escola dogmàtica, perquè mantenia doctrines semblants a les d'aquest escola de medicina, i per altres s'hauria de situar en la secta dels eclèctics o empírics.
La seva obra consta de vuit llibres, dels quals quatre es titulen Περὶ Αἰτιω̂ν καὶ Σημείων ̓Οξέων καὶ Χρονίων Παθω̂ν, De Causis et Signis Acutorum et Diuturnorum Morborum, i els altres quatre Περὶ Θεραπείας ̓Οξέων καὶ Χρονίων Παθω̂ν, De Curatione Acutorum et Diuturnorum Morborum, conservats quasi complets, encara que manquen alguns capítols.